# كوكاتيل رمادي مزركش
كوكاتيل رمادي مزركش أو طفرة الكروان الرمادي المزركش، (بالإنجليزية Pied Cockatiel) 

تعتبر أولى طفرات الألوان في ببغاء الكوكاتيل وثاني لون عن اللون الأصلي للكوكاتيل البراري الرمادي العادي، حيث منه ستظهر طفرة كوكاتيل اللوتينو الجميلة في أقفاص أحد المربين بالولايات المتحدة الأمريكية.

## لمحة تاريخية
تعتبر طفرة الرمادي المزركش هي أول طفرة وأول لون يضم الأصفر ن في ببغاء كروان الكوكاتيل.
فالرمادي المزركش هو اللون الثاني بعد لون الكوكاتيل الرمادي الطبيعي الممتزج بالأصفر والأبيض، وهو اللون الأصلي لطائر الكوكاتيل في البرية الأسترالية، الذي يحمل في جيناته كل الألوان التي ظهرت فيما بعد في الكوكاتيل الرفيق. 
ظهورت طفرة الرمادي المزركش كأول طفرة ألوان لطائر الكروان أو الكوكاتيل بالولايات المتحدة حيث ارتبطت طفرة الألوان بتربية الطيور وتوليفها بالمنازل وفي الأقفاص.
ويمكن وصفها بأول طفرة لونية للكواكتيل التي ظهرت سنة 1951 بالولايات المتحدة الأمريكية، سميت بطفرة اللونية للكوكاتيل الرمادي المزركش (Pied Mutation colour Cockatiel birds) وهي من إنتاج طيور (السيد يبتمان D. Putman) من سان دييغو، كاليفورنيا، بالولايات المتحدة الأمريكية.

## الميزات
الجين المسؤول عن الزخرفة للكوكاتيل، لليس له أي تأثير على نوع اللون، ولكن بدلا من ذلك فإنه يؤثر على توزيع الألوان ودرجة استحواذها في ريش الطائر.
مظهر كوكاتيل الرمادي المزركش هو مزيج مذهل من الأبيض والرمادي في نمط عشوائي. (وكذلك يمكن أن يكون مزيج من الأصفر والرمادي والأبيض) ومساحة الألوان وتوزيعها تختلف على نطاق واسع من طير إلى آخر في هذا النوع من طائر الكوكاتيل.

### العيون
الرمادي المزركش يمكن وصفه أنهالطائر الذي يحمل مواصفات بين الرمادي العادي وكوكاتيل اللوتينو وهي الطفرة اللونية التي تلتهتتميز بلون العين المائل إلى الأحمر وسيادة الأصفر والأصفر الشاحب عند اللوتينو.

### الفروق الجنسية
يصعب التفريق بين الجنسين في طفرة الرمادي المزركش ولكن عموما تكون البقعة البرتقالية فاقعة وأكثر بهاءا لدى الذكر.
إضافة إلى الفروق العامة لطائر الكوكاتيل، فالذكر أكثر تحركا وتغريدا والأكثر اندماجا مع صاحبه. بينما الأنثى تبقى أكثر تحفظا من الذكر خصوصا في فترة الحضانة.
عموما الفرق بين الذكر والأنثى مظهريا هو غير ملحوظ تقريبا. وهناك اختبار الحمض النووي الريبوزي المنقوص الأكسجين يكون أفضل رهان وجزما لمعرفة ما نوع الجنس.

## معرض صور كوكاتيل رمادي مزركش

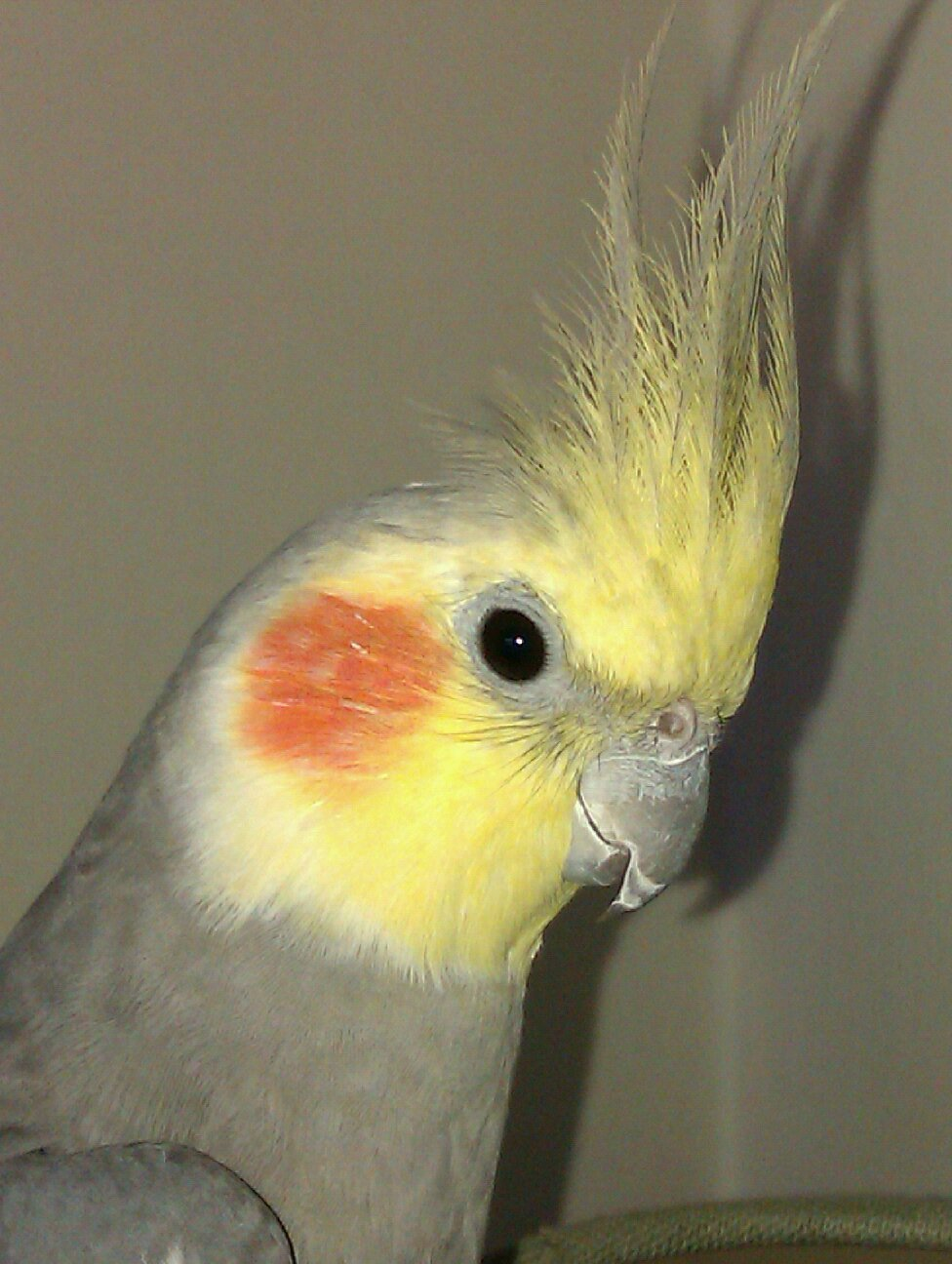
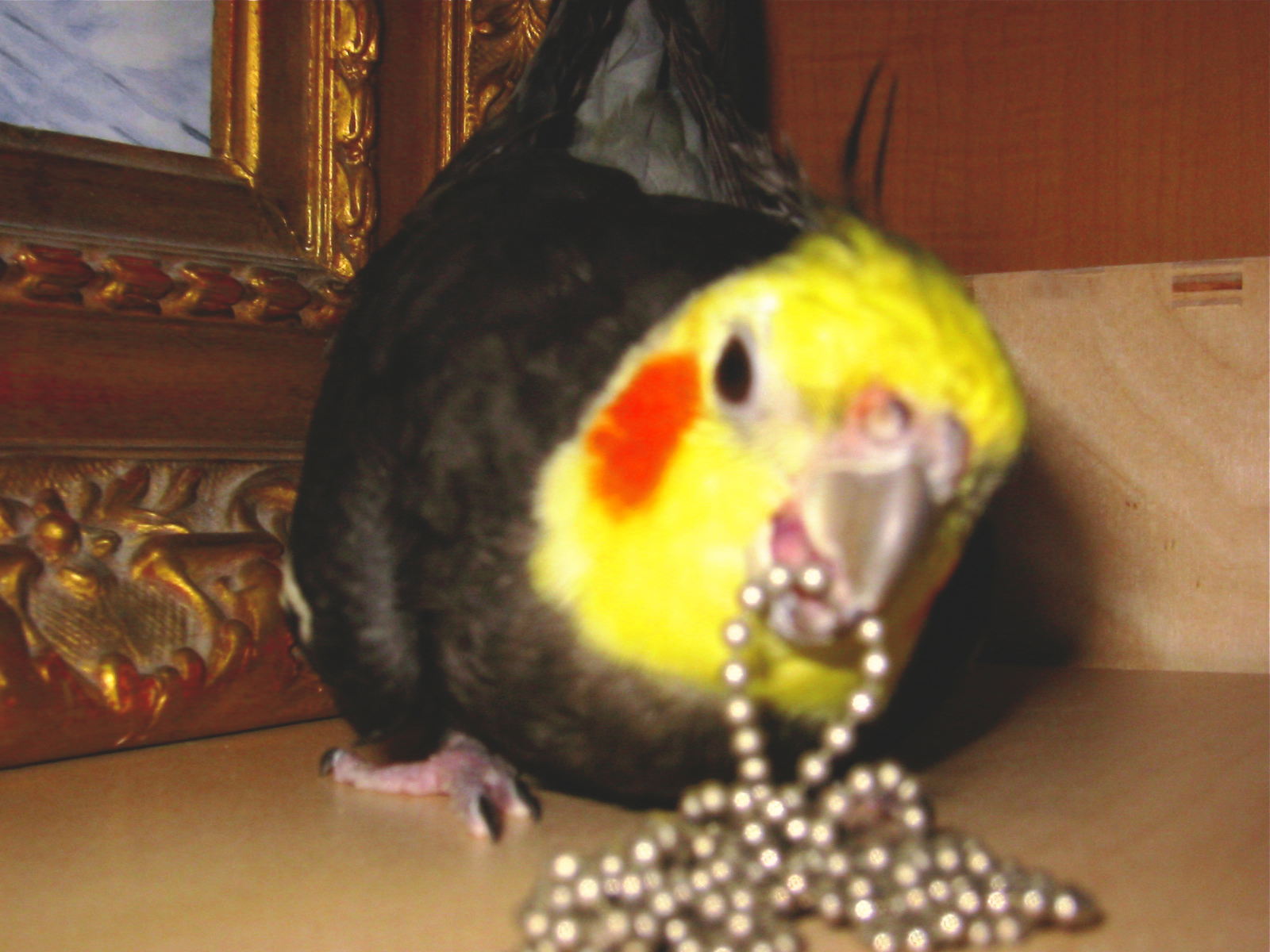

## الصوت
نفس صفات التغريدة لنفس الجنس

## وصلات خارجية
- منتدى قسم هواة تربية الكروان (كوكاتيل)
- National Cockatiel Society